# العلاقات الآيسلندية التوفالية
العلاقات الآيسلندية التوفالية هي العلاقات الثنائية التي تجمع بين آيسلندا وتوفالو.

## مقارنة بين البلدين
هذه مقارنة عامة ومرجعية للدولتين:
| وجه المقارنة                                              | آيسلندا          | توفالو                         |
| --------------------------------------------------------- | ---------------- | ------------------------------ |
| المساحة (كم2)                                             | 103.00 ألف       | 26                             |
| عدد السكان (نسمة)                                         | 317.35 ألف       | 11.19 ألف                      |
| الكثافة السكانية (ن./كم²)                                 | 3.08             | 43.04 ألف                      |
| العاصمة                                                   | ريكيافيك         | فونافوتي                       |
| اللغة الرسمية                                             | اللغة الآيسلندية | اللغة التوفالوية، لغة إنجليزية |
| العملة                                                    | كرونة آيسلندية   | دولار توفالو                   |
| الناتج المحلي الإجمالي (بليون دولار)                      | 23.91 مليار      | 39.73 مليون                    |
| الناتج المحلي الإجمالي (تعادل القوة الشرائية) بليون دولار | 15.79 مليار      | 38.93 مليون                    |
| الناتج المحلي الإجمالي الاسمي للفرد دولار أمريكي          | 50.17 ألف        | 3.29 ألف                       |
| الناتج المحلي الإجمالي للفرد دولار أمريكي                 | 46.55 ألف        | 3.77 ألف                       |
| مؤشر التنمية البشرية                                      | 0.899            |                                |
| رمز المكالمات الدولي                                      | +354             | +688                           |
| رمز الإنترنت                                              | .is              | .tv                            |
| المنطقة الزمنية                                           | 00، أوروبا/لندن ‏ | ت ع م+12:00                    |

## منظمات دولية مشتركة
يشترك البلدان في عضوية مجموعة من المنظمات الدولية، منها:
| علم المنظمة | اسم المنظمة                   | تاريخ انضمام آيسلندا | تاريخ انضمام توفالو |
| ----------- | ----------------------------- | -------------------- | ------------------- |
|             | الأمم المتحدة                 | 19 نوفمبر 1946       | 5 سبتمبر 2000       |
|             | منظمة حظر الأسلحة الكيميائية  | ?                    | ?                   |
|             | يونسكو                        | 8 يونيو 1964         | 21 أكتوبر 1991      |
|             | مؤسسة التنمية الدولية         | 19 مايو 1961         | 24 يونيو 2010       |
|             | البنك الدولي للإنشاء والتعمير | 27 ديسمبر 1945       | 24 يونيو 2010       |
|             | الاتحاد البريدي العالمي       | ?                    | ?                   |
|             | الاتحاد الدولي للاتصالات      | 1 أكتوبر 1906        | 15 أغسطس 1996       |

## وصلات خارجية
- موقع وزارة الخارجية الآيسلندية